# 烘焙

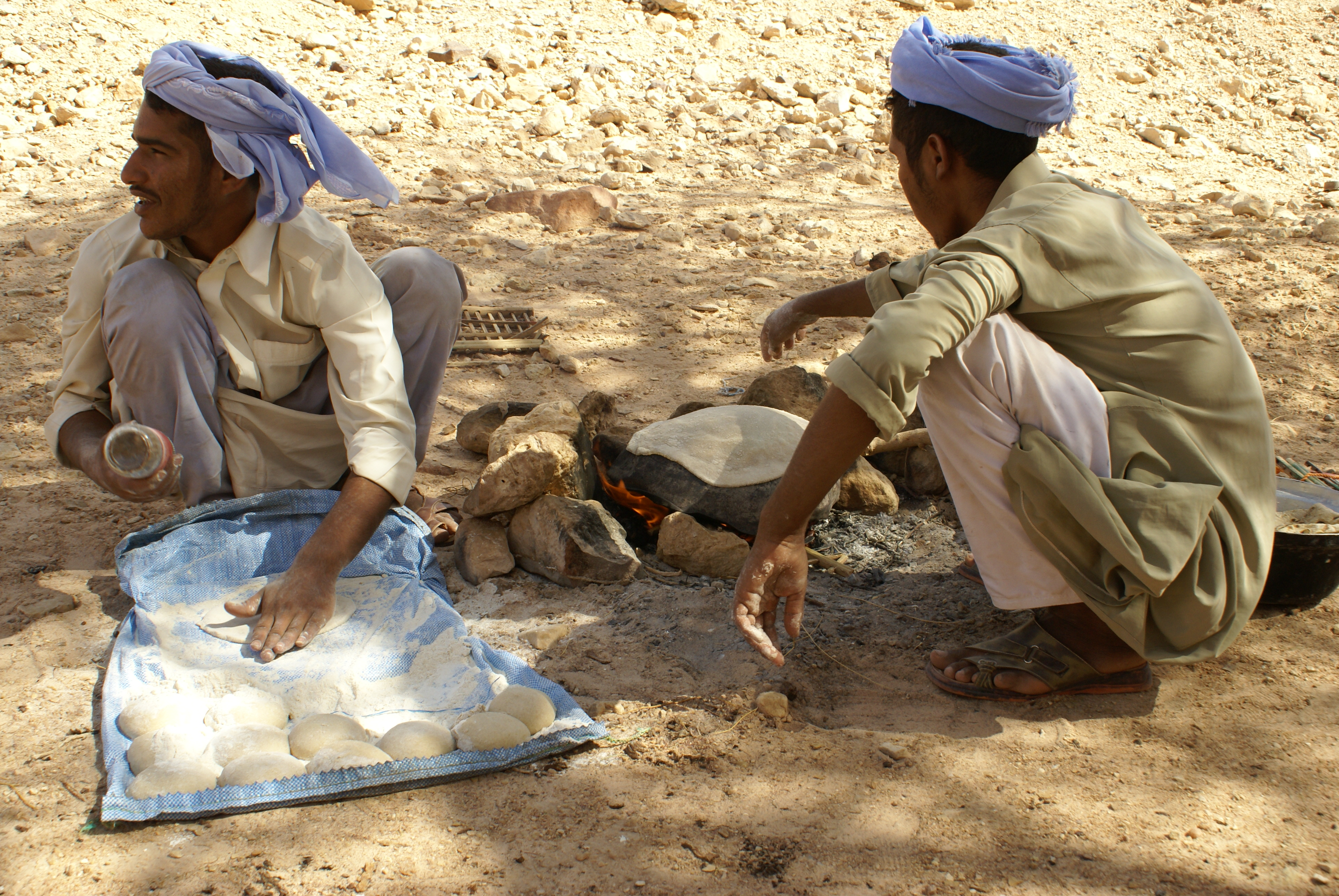
正在烘焙麵包的貝都因人

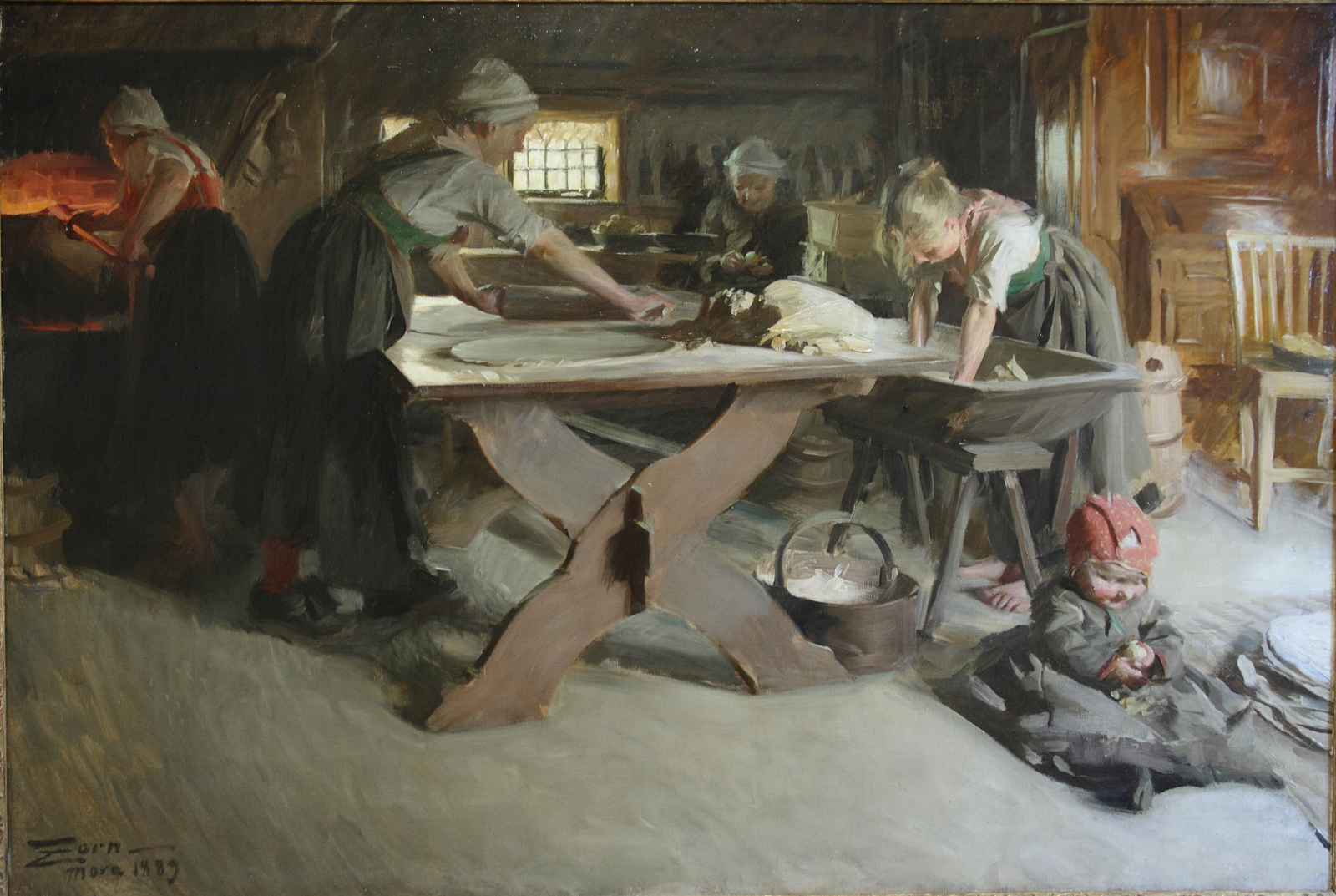
安德斯·佐恩《烘焙麵包》（Bread baking，1889）

，又稱烘烤、焙烤，是指面包、蛋糕、餅乾、西點、派、撻、披薩、泡芙等烘烤类的食品制作技术，常見於西式烹饪，一般是用烤箱烤的。
烘焙是制品在烤炉中经高温烘烤为成品的工序，是西点成熟的主要方法。制品在烘焙过程中发生一系列物理、化学和生物化学变化，如水分蒸发、气体膨胀、蛋白质凝固、淀粉糊化、油脂熔化和氧化、糖的焦糖化和美拉德褐变反应等。

## 過程
烘焙制品在烘焙过程中一般会经历急胀挺发、成熟定形、表皮上色和内部烘透几个阶段： 
1. 急胀挺发：制品内部的气体受热膨胀，制品体积随之迅速增大。
2. 成熟定形：由于蛋白质凝固和淀粉糊化，制品结构定形并基本成熟。
3. 表皮上色：由于表面温度较高而形成表皮，同时由于糖的焦糖化和美拉德反应，表皮色泽逐渐加深，但制品内部可能还较湿，口感发粘。
4. 内部烘透：随着热渗透和水分进一步蒸发，制品内部组织烤至最佳程度，既不黏湿，也不发干，且表皮色泽和硬度适当。在烘焙的前两个阶段不应打开炉门，以免影响制品的挺发、定形和体积的胀大。进入第三个阶段后，要注意表皮和底部的色泽，必要时适当调节面火与底火，防止色泽过深，甚至焦糊。

## 烘焙温度
烘焙温度一般在100－220℃之间，一般来说，在保证产品质量的前提下，制品的烘焙应在尽可能高的温度下与尽可能短的时间内完成。同一制品在不同温度下烘焙的实验结果表明，制品在较高的温度下烘烤，可以得到较大的体积和较好的质地。以蛋糕为例，如烘焙温度太低，热在制品中的渗透缓慢，浆料被热搅动的时间太长，这将导致浆料的过度扩展和气泡的过度膨胀，使成品的籽料和气孔粗大，质地不佳。但烘焙温度太高，制品容易出现表面结壳、甚至烤焦而内部尚未成熟定形的现象，这就是为什么烘焙不足往往发生在温度太高的情况下。过高的温度还会使蛋糕顶部突起太高，甚至破裂，这是由于表面浆料开始成形后内部仍在不断膨胀的结果。

### 烘焙温度的选择需要考虑的因素
- 大小和厚度：制品烘烤时，热经制品传递的主要方向是垂直的而不是水平的。因此，决定烘焙温度所考虑的主要因素是制品的厚度。较厚的制品如烘焙温度太高，表皮形成太快，阻止了热的渗透，容易造成烘焙不足，因此要适当降低炉温。总的来说，大而厚的制品比小而薄的制品所选择的炉温应低一些。
- 配料：油脂、糖、蛋、水果等配料在高温下容易烤焦或使制品的色泽过深。含这些配料越丰富的制品所需要的炉温越低。
- 表面装饰：同样的道理，表面有糖、乾果、果仁等装饰材料的制品其烘焙温度應較低。
- 蒸气：烤炉中如有较多蒸气存在，则可以容许制品在高一些的炉温下烘烤，因为蒸气能够推迟表皮的形成，减少表面色泽。烤炉中装载的制品越多，产生的蒸气也越多，在这种情况下，制品可以在较高的温度下烘烤。

必须指出的是，资料中所注明的烘焙时间仅供参考，不能完全照搬。由于不同烤炉的传热性能不同，对一定的烤炉，制作者需要通过实践摸索出所生产品种的确切炉温和烘烤时间。

## 预热
預熱是首先把烤炉空著加熱，直到理想溫度才放進食物。当制品即将放进烤炉时，炉温应为烘焙该品种所要求的温度。这样，制品才能得到更多、更快的热渗透，使烘焙时间缩短，成品质量较好。所以，烘焙前烤炉需要预热。不同的烤炉预热所需的时间不同。电热式烘烤炉其温度升到200度约需10-20分钟。

## 烘焙时间与制品成熟的鉴别
制品烘焙所需要的时间与烘焙温度及制品的厚度、大小有关。一般而言，烘焙温度越高，所需的时间越短，配料越多，所需时间越长。
烘焙时间也与焙烤容器的材料性能有关。色深或无光泽的焙烤容器对辐射热的吸收和发散性能较好，可以使烘焙时间缩短，烤出的成品体积大、气孔小。相反，光亮的焙烤容器能反射辐射线，从而减慢了烘焙速度。烤速太快的焙烤容器也有缺点，可能导致制品顶部突起，色泽太深且不均匀，这对容易上色的制品不一定合适。
蛋糕尤其是水果蛋糕容易产生表面或底部过度烘焙的问题。为避免上述现象，可以采取一些保护措施，如盖纸、垫纸或用双层焙烤容器，以防止面火或底火过大。此外，如前所述，根据烘烤出现的情况随时注意调节面火和底火。
在经验不足的情况下，操作者往往不易把握制品，特别是蛋糕正确的烘焙程度。蛋糕最后成形的部分是在顶部表皮中心下方约0.5厘米到1厘米处。鉴别时可用指尖触压蛋糕表面中心处。如此处不能抵抗指尖的压力，有顺热下塌的趋势，则表明制品还未成熟；反之，如果能抵抗指尖的压力，即有一定弹性，则表明制品已经成熟。另一种简便的鉴别方法是：用一根细竹签从表皮中心插进制品内部，如取出的竹签上未粘有任何湿浆料，则表明制品已成熟。

## 文化和宗教意義

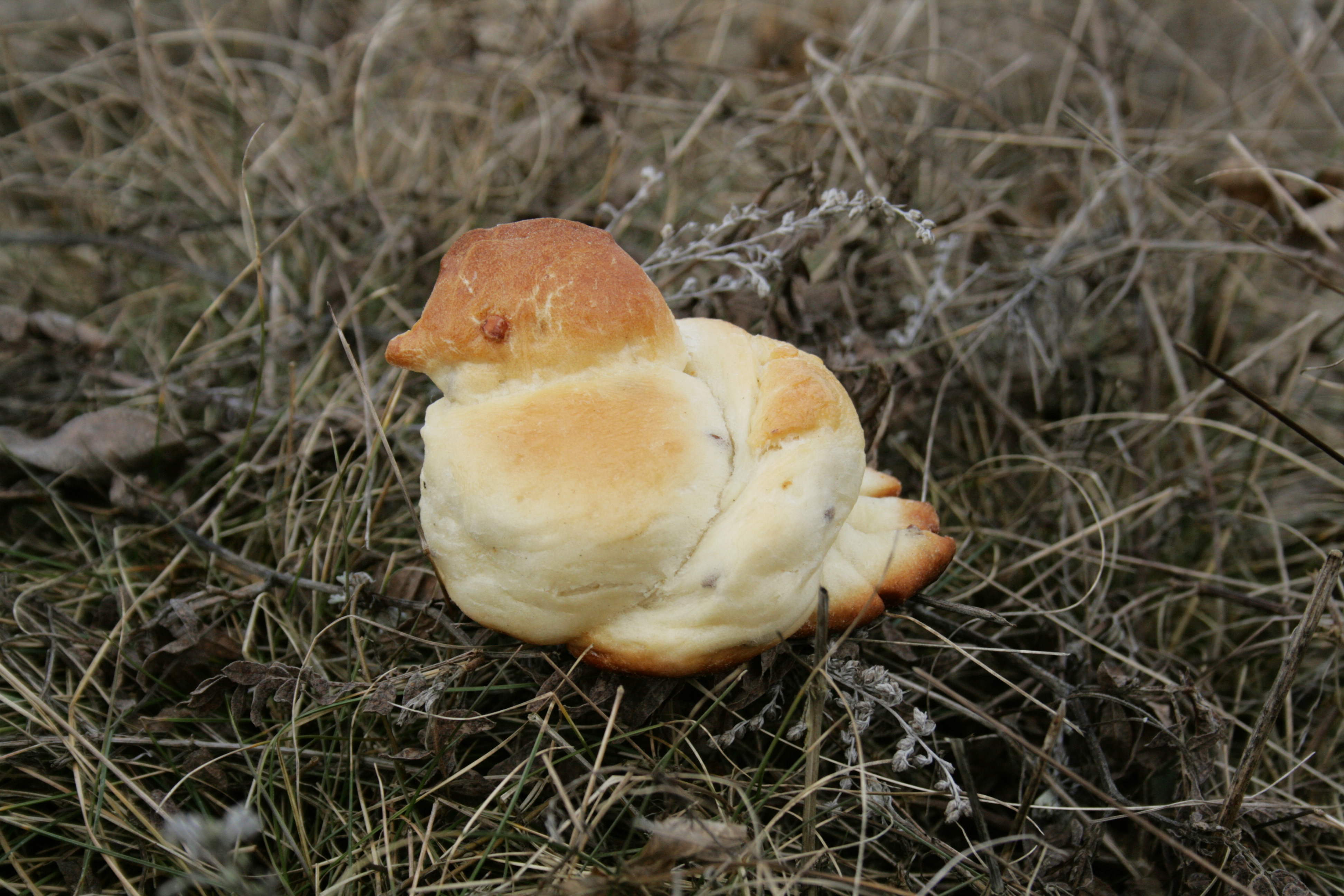
烘焙出的鳥形麵包，用來慶祝春天和紀念塞巴斯蒂四十烈士

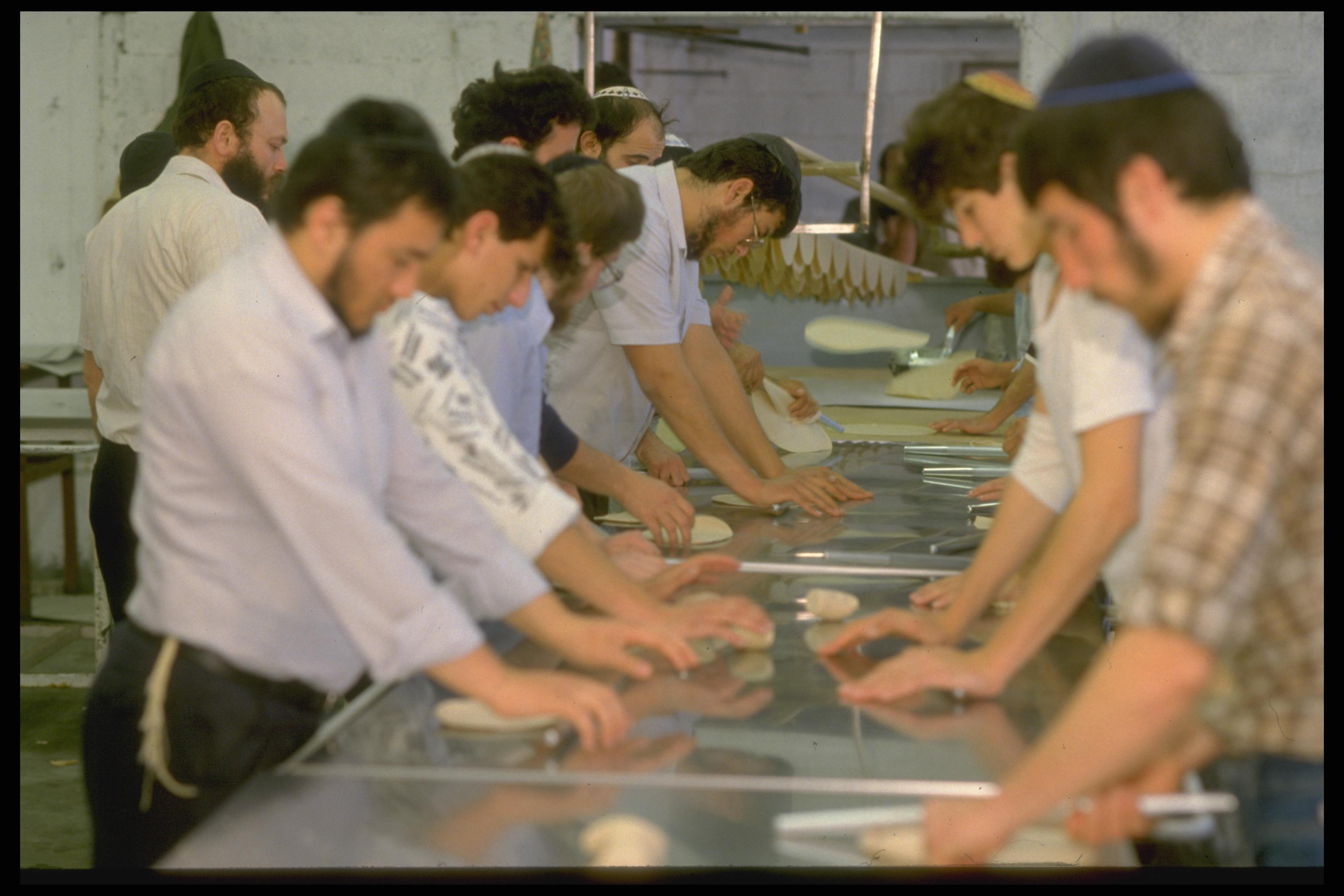
烘焙無酵餅的以色列人們

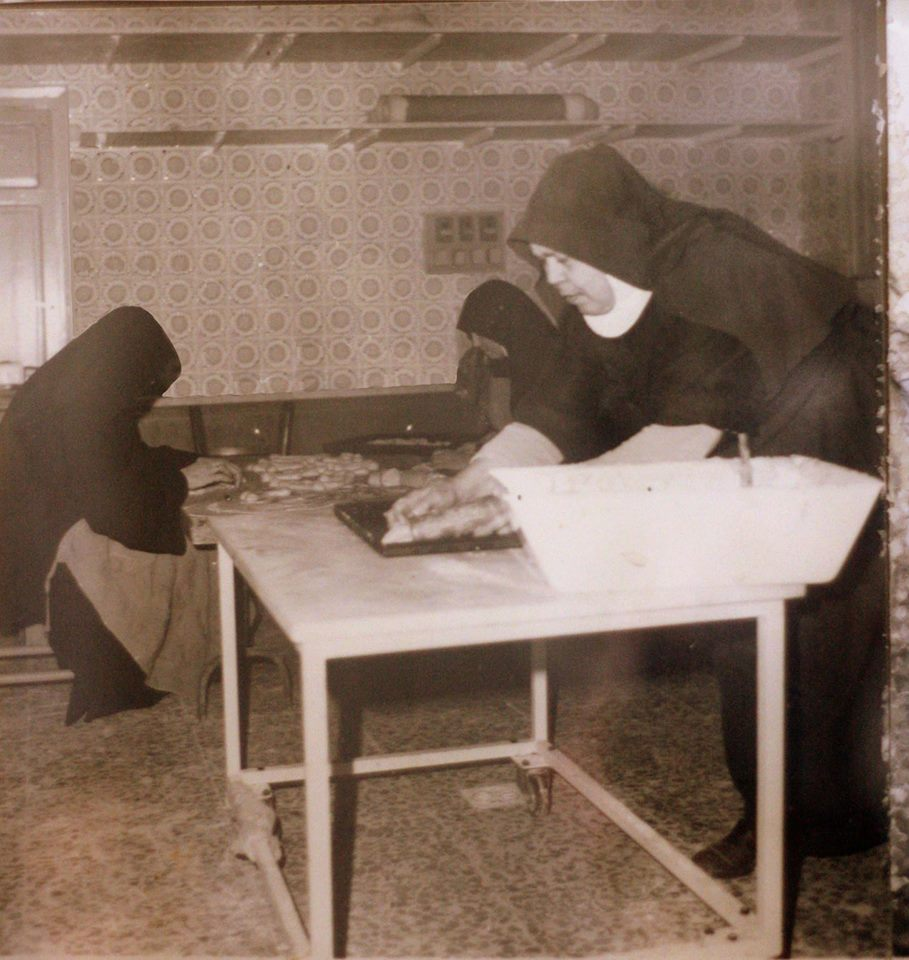
正在製作卡爾塔尼塞塔十字架的本篤會修女們

烘焙（特別是麵包烘焙）在許多文化中都具有特殊意義。烘焙食品是常見的日常飲食，在英國童謠輕拍蛋糕中便描述了烘焙蛋糕的情景。各式各樣的派對上通常也都會供應烘焙食品。烘焙食品也是下午茶派對的主角之一，人們通常會搭配茶飲食用。此一傳統最早始於維多利亞時代的英國，據說在1840年代，有一日貝德福公爵夫人安娜·羅素再也忍受不了每日下午折磨她的空腹感，她向女僕要了一盤茶、麵包、奶油和蛋糕，並意外地發現這個餐點組合是如此的完美，她很快就將這個在下午食用茶點的習慣散播給她的朋友們，下午茶也開始在英國中上層階級間流行起來。隨著時代的演進，下午茶也發展得越來越精緻。

## 延伸閱讀
- Pyler, E.J.; Gorton, L.A.  (PDF). Sosland Publishing Company. 2008  [2018-02-03]. ISBN 978-0-9820239-0-7. （原始内容 (PDF)存档于2018-02-19）.

## 外部連結
- 维基共享资源上的相關多媒體資源：烘焙
- 维基词典中的词条「烘焙」